# حمام علي
حمام علي يقع بالجمهورية اليمنية محافظة ذمار مديريه المنارة.
حمام طبيعي مثل حمام دمت يستقبل الآلاف من الزوار الذين تستقبلهم المنطقة سنوياً يقدمون بقصد الاستجمام والاستشفاء بالمياه الكبريتية الحارة التي تعد من أفضل الوسائل لعلاج أمراض الجلد والروماتيزم والعديد من الأمراض الأخرى التي يتعذر بشفاؤها بواسطة الأدوية والأعشاب.

## الوقت المفضل لزيارته
موسم الاستجمام والاستشفاء الذي يبدأ بنهاية فصل الشتاء وبداية فصل الربيع حوالي (30-60) يوماً يعدُّ يوماً من أهم المواسم التي يفضلها الزوار للاستحمام والاستشفاء بمياه الينابيع الكبريتية الحارة، خاصة وأن المياه خلال هذه الفترة تكون درجة حرارتها أعلى مما هو عليه خلال الأوقات الأخرى.
‌